# 猶他州約旦河聖殿
猶他約旦河聖殿（英語：Jordan River Utah Temple）是耶穌基督後期聖徒教會的第20個運營聖殿。它位於猶他州南約旦，採用現代單尖頂設計建造。

## 聖殿歷史
1979年6月9日舉行了遺址奉獻和奠基儀式。儀式和奉獻由教會會長賓塞·甘（Spencer W. Kimball）主持。甘會長並沒有使用平常的小型儀式用鏟子，而是使用了大型的鏟子參與奠基過程。聖殿於1981年9月29日至10月31日向公眾開放。在開放日期間，超過五十萬的人參觀了聖殿。
教會總會會長團的墨林·羅慕義會長（Marion G. Romney）在1981年11月16日至20日舉行的十五屆會議奉獻了約旦河聖殿。超過16萬教會成員參加了奉獻儀會。參加奉獻會的人中有30名是參加鹽湖谷第一座鹽湖城聖殿的歷史性奉獻活動（1893年）的老年男女。當時大多數人還很小，但仍然記得那件事。這座聖殿為猶他州鹽湖縣南部的後期聖徒服務。從地理上講，它是世界上最小的教會聖殿區，但該聖殿是會最繁忙的聖殿。
2015年8月7日，耶穌基督後期聖徒教會宣布，自2016年2月15日起，聖殿將關閉，預計於2017年下半年完成整修。從2018年3月17日至2018年4月28日，聖殿舉行了公眾開放日，但不包括與教會大會相關的星期日和兩個星期六。亨利·艾寧會長（Henry B. Eyring）於2018年5月20日對聖殿進行了重新奉獻。  

## 外部連結
- 维基共享资源上的相關多媒體資源：猶他州約旦河聖殿
- Official Jordan River Utah Temple page （页面存档备份，存于）
- Jordan River Utah Temple page